# Зденєк Поузар
Зденєк Поузар (чеськ. Zdeněk Pouzar; 13 квітня 1932 — 4 червня 2023) — чеський ботанік, міколог. Разом з Франтішеком Котлабою опублікував низку робіт з систематики поліпоральних грибів. Він також визнаний фахівець з сордаріоміцет. До 2012 року працював головним редактором наукового журналу «Czech Mycology».
Описав низку видів грибів, серед яких:
- Albatrellus caeruloporus (Peck) Pouzar
- Albatrellus confluens (Alb. & Schwein. : Fr.) Kotl. & Pouzar
- Albatrellus cristatus (Pers.: Fr.) Pouzar & Kotl.
- Albatrellus ovinus (Schaeff.: Fr.) Kotl. & Pouzar
- Boletopsis subsquamosa (L.: Fr.) Kotl. & Pouzar
- Fomitopsis cajanderi (P.Karst.) Pouzar & Kotl.
- Fomitopsis roseus (Schwein. & Alb.) Kotl. & Pouzar
- Megacollybia platyphylla (Pers. : Fr.) Kotl. & Pouzar
- Nolanea verna (S.Lundell) Pouzar & Kotl.